# جورج کامیلر
جورج کامیلر (انگلیسی: George Camiller)، زاده ۳۰ نوامبر ۱۹۴۲ (۹ آذر ۱۳۲۱ خورشیدی) یک هنرپیشه انگلیسی است. او بیشتر به خاطر بازی در نقش جیووانی کوپلو(ایتالیایی: Giovanni Capello)، دانش‌آموز ایتالیایی کلاس جرمی براون برای آموزش انگلیسی برای خارجبان در کُمدی موقعیت (سیت کام) بریتانیایی«حواست به حرفهات باشه  (انگلیسی: Mind Your Language) شناخته می‌شود. وی یکی از چهار دانش‌آموزی (به همراه خوان سروانتس، آنا اشمیت و رانجیت سینگ) بود که در هر چهار سری این سریال کمدی حضور داشت. او همچنین در چندین فیلم و سریال تلویزیونی نیز ایفای نقش کرده است.

## آثار برگزیده

### فیلم
- محمد رسول‌الله (فیلم ۱۹۷۶) در نقش 
ولید بن عتبه
- اریفا (۲۰۱۹)[۲]

### تلویزیون
- حواست به حرفات باشه (۱۹۷۷ الی ۱۹۸۷) در نقش جیووانی کوپلو
- عیسی ناصری (مجموعه تلویزیونی) (۱۹۷۷) در نقش هوسیاس
- عریبه‌ها (مجموعه تلوزیونی) (۱۹۷۸) در نقش جانی کاموس در قسمت «ازدواج، مرگ و تولد»[۳]